# Fusil automatique Ribeyrolles 1918
Le Ribeyrolles 1918 était une tentative de fabrication d'un fusil automatique pour les forces françaises à la fin de la Première Guerre mondiale. 
Il a été chambré dans la munition expérimentale qu'est la cartouche de 8 × 35 mm, utilisé le système du blowback droit. L'arme était alimentée à partir d'un magasin détachable 25 et avait une portée effective de 400 mètres. La cartouche, qui, selon certains, était la première cartouche intermédiaire spécialement conçue, a été obtenue en réduisant le .351 Winchester Self-Loading. Une autre source indique qu'il a été chambré dans une cartouche désignée 8 × 32 mmSR.
Son nom officiel était Carabine Mitrailleuse 1918[réf. nécessaire] ; dans un livre de 2007, il apparaît comme « fusil automatique Ribeyrolles 1918 ». Le Ribeyrolles avait la particularité d'être équipé d'un bipied léger à l'avant (indiquant une utilisation prévue comme arme automatique d'escouade) et d'un fusil à baïonnette identique à celui du Berthier Modèle 1907/15.